# V424 Большого Пса
V424 Большого Пса (лат. V424 Canis Majoris) — одиночная переменная звезда в созвездии Большого Пса на расстоянии (вычисленном из значения параллакса) приблизительно 8359 световых лет (около 2563 парсеков) от Солнца. Видимая звёздная величина звезды — от +4,94m до +3,75m.

## Характеристики
V424 Большого Пса — красная углеродная переменная звезда, мирида (M:) спектрального класса C.